# Piero De Bernardi
Piero De Bernardi, né le 12 avril 1926 à Prato et mort le 8 janvier 2010 à Milan, est un scénariste italien.

## Biographie
Piero De Bernardi écrit 119 films entre 1954 et 2010.
Sa fille Isabella De Bernardi a été une actrice des années 1980.

## Filmographie partielle
- 1955 : Non scherzare con le donne de Giuseppe Bennati
- 1955 : Les Jeunes Filles de San Frediano
- 1957 : Ces sacrés étudiants (Noi siamo le colonne) de Luigi Filippo D'Amico
- 1957 : Guendalina
- 1958 : Voyage de plaisir (Camping) de Franco Zeffirelli
- 1958 : L'homme de paille (L'uomo di paglia) de Pietro Germi
- 1961 : Quelle joie de vivre
- 1962 : La Fille à la valise
- 1963 : Kali Yug, déesse de la vengeance
- 1963 : Le Mystère du temple hindou
- 1963 : La Mer à boire
- 1964 : Frénésie d'été
- 1964 : La Femme, quelle chose merveilleuse ! (La donna è una cosa meravigliosa) de Mauro Bolognini
- 1964 : Mariage à l'italienne (Matrimonio all'italiana) de Vittorio De Sica
- 1965 : Les Complexés
- 1966 : Question d'honneur
- 1966 : L'Incompris (Incompreso) de Luigi Comencini
- 1966 : Moi, moi, moi et les autres (Io, io, io... e gli altri) d'Alessandro Blasetti
- 1966 : Rapt à Damas (Delitto quasi perfetto) de Mario Camerini
- 1967 : Fantômes à l'italienne
- 1967 : L'Amant fantôme (La ragazza del bersagliere) d'Alessandro Blasetti
- 1970 : Contestation générale
- 1971 : Miracle à l'italienne (Per grazia ricevuta) de Nino Manfredi
- 1972 : Alfredo, Alfredo de Pietro Germi
- 1972 : Lo chiameremo Andrea
- 1974 : Permettete, signora, che ami vostra figlia
- 1975 : Gente di rispetto
- 1975 : Mes chers amis
- 1975 : Fantozzi de Luciano Salce
- 1976 : La Fiancée de l'évêque
- 1976 : Il secondo tragico Fantozzi de Luciano Salce
- 1976 : Mesdames et messieurs, bonsoir
- 1977 : La Chambre de l'évêque
- 1980 : Plus il est con, plus il s'en donne l'air (Fantozzi contro tutti)
- 1980 : Un sacco bello de Carlo Verdone
- 1981 : Bianco, rosso e Verdone de Carlo Verdone
- 1981 : Fracchia la belva umana
- 1981 : Le Marquis s'amuse
- 1982 : Mes chers amis 2
- 1983 : Fantozzi subisce ancora
- 1983 : Le Pétomane (Il petomane) de Pasquale Festa Campanile
- 1984 : Il était une fois en Amérique
- 1985 : Mes chers amis 3
- 1986 : Superfantozzi
- 1986 : Pourvu que ce soit une fille (Speriamo che sia femmina) de Mario Monicelli
- 1986 : Une catin pour deux larrons
- 1987 : Io e mia sorella de Carlo Verdone
- 1988 : Fantozzi va in pensione
- 1989 : La cintura
- 1989 : Lo zio indegno de Franco Brusati
- 1990 : Fantozzi alla riscossa
- 1990 : Stasera a casa di Alice de Carlo Verdone
- 1992 : Une famille formidable (Parenti serpenti) de Mario Monicelli
- 1992 : Al lupo al lupo de Carlo Verdone
- 1993 : Fantozzi in paradiso
- 1995 : Viaggi di nozze de Carlo Verdone
- 1996 : Fantozzi – Il ritorno
- 1996 : Metalmeccanico e parrucchiera in un turbine di sesso e di politica de Lina Wertmüller
- 1999 : Fantozzi 2000 – La clonazione
- 2003 : Ma che colpa abbiamo noi de Carlo Verdone